# Хемићи
Хемићи су насељено мјесто у Босни и Херцеговини у општини Доњи Вакуф које административно припада Федерацији Босне и Херцеговине. Према попису становништва из 1991. у насељу је живјело 190 становника.

## Географија
По последњем службеном попису становништва из 1991. године, у насељу Хемићи живело је 190 становника. Сви становници су били Муслимани 
Село Хемићи у 2024. године броји 24 домаћинства рачунајући и оне који су доселили а нису се пријавили на општину Доњи Вакуф. Са тим домаћинствима броји 66 становника.
У Хемићима састају се двије ријеке које протићу кроз село. Једна долази из правца познатог као Буснач и назива се Оборачка ријека, док друга долази из правца познатог као Громнице и назива се Гавранчић који се заправо улијева у Оборачку ријеку на мјесту познатом као Палучак.

## Легенде о селу
Хемићи су познати по својим историјским знаменитостима па тако постоји легенда да изнад Хемића на мјесту које се назива Градина постоје велика налазишта злата која су ту остављена за вријеме Османске владавине у Босни и Херцеговини. Та легенда описана је и у књизи о Оборцима овако:
"Изнад села Хемића налази се Градина. Раније је на Градина било доста камена. Некад давно по казивању становника Хемића дође неки странац и замоли једног сељака из села да му покаже гдје је Градина, а када се на њу попеше рече му мјесто гдје треба да копа. Убрзо наиђоше на двоја жељезна врата, и кад обадвоја врата отворише указа се магаза пуна дуката. Онда странац поче трпати злато у торбу и кад је понудио човјека из Хемића овај одби, јер је мислио да дође други дан и да све покупи. Сутрадан кад је дошао није више могао наћи помненуто мјесто. Ова прича се може чути на висе мјеста у Босни. Када је измеду два свјетска рата шумар Обрад Барушић почео копати на Градини, заведен причом о силноме злату. Међутим, када је почео копати на Градини почела је падати јака киша, па је то протумачено као изазивање непознатих сила и због тога је одустао".

## Културно-историјска баштина
Изнад мјеста Хемићи постоји мјесто познато као Машате што има симболично значење-машет - такође машат и мећит - средњовјековни надгробни камен, стећак; надгробни камен уопште и заиста на том мјесту постоје стећци за које  се држава још није побринула и нису уврштени у културно-историјску баштину.